# Sean Murray (football)
Pour les articles homonymes, voir Sean Murray et Murray.
Sean Michael Murray , né le 11 octobre 1993 à Abbots Langley, en Angleterre, est un footballeur irlandais évoluant au milieu de terrain.

## Biographie
Il fait ses débuts pour Watford le 30 avril 2011, lors d'un match contre les Queens Park Rangers.
Le 5 août 2015 il est prêté à Wigan Athletic.
Le 31 août 2016 il rejoint Swindon Town.
Le 31 janvier 2017, il rejoint le Colchester United

## Palmarès
- Watford
  - Football League Championship (D2)
    - Vice-champion : 2015